# Вайзер, Марк
Марк Вайзер (англ. Mark Weiser; 23 июля 1952 — 27 апреля 1999) — компьютерный специалист и главный технический директор (CTO) в Xerox PARC. Считается отцом повсеместных вычислений — термин, который он придумал в 1988 году. В Кремниевой долине Вайзер широко рассматривался как провидец и пионер в области компьютерных технологий. Его идеи оказали влияние на многих ведущих компьютерных учёных мира.

## Ранняя жизнь и образование
Вайзер родился в Чикаго, штат Иллинойс, в семье Дэвида и Одры Вайзер. Он вырос в Стоуни-Брук, Нью-Йорк. Затем переезжает в Сарасоту, штат Флорида, с целью изучения философии в Новом колледже Флориды, но бросает учёбу на втором курсе из-за нехватки денежных средств. Далее переезжает в Анн-Арбор, штат Мичиган, где устраивается на работу программистом. Работая программистом, начинает посещать уроки информатики и преуспевает до такой степени, что напрямую попадает в магистратуру Мичиганского университета. Здесь изучает компьютерные и коммуникационные науки. В 1976 году получает степень магистра, а в 1979 году — докторскую степень.

## Карьера
Преподаёт информатику в Мэрилендском университете в Колледж-Парке и в 1986 году становится заместителем заведующего кафедрой. Присоединяется к PARC (затем Xerox PARC) в 1987 году. В 1988 году становится менеджером лаборатории информации, в этом же году он впервые предлагает концепцию повсеместных вычислений. В 1996 году становится Главным техническим директором PARC.

## Награды
В 2001 году группа по особым интересам к операционным системам Ассоциации вычислительной техники (SIGOPS) учредила премию Марка Вайзера для людей, которые вводят новшества в область исследований операционных систем. Калифорнийским университетом в Беркли был основан Стипендиальный фонд Марка Вайзера за выдающиеся достижения в области вычислительной техники.

## Личная жизнь
Помимо работы в области информатики, Вайзер также был барабанщиком авангардной / экспериментальной рок-группы Severe Tire Damage. Она стала первой группой, которая выступила в прямом эфире в Интернете. 27 апреля 1999 года скончался от печеночной недостаточности, вызванной раком.

## Вездесущие вычисления и спокойная технология
Во время одного из своих выступлений изложил набор принципов, описывающих повсеместные вычисления:
- Назначение компьютера — помочь вам сделать что-то ещё.
- Лучший компьютер — это тихий невидимый слуга.
- Чем больше вы можете сделать с помощью интуиции, тем вы умнее; компьютер должен расширить ваше бессознательное.
- Технологии должны создавать спокойствие.

В книге «Разработка технологии спокойствия», совместно с Джоном Сили Брауном описывает технологию спокойствия как «то, что информирует, но не требует нашего сосредоточения или внимания».

## Маломощные портативные компьютеры
Вайзер рекомендовал смотреть на производительность нетрадиционными способами. Вместо измерения вычислительной производительности в MIPS, он сосредоточился на повышении инструкции на джоуль от энергии, подтолкнув компьютерную индустрию в сторону маломощных портативных компьютеров.

## Труды
- «Компьютер 21 века» — специальный выпуск журнала Scientific American по коммуникациям, компьютерам и сетям, сентябрь 1991 г.